# Янишевский, Ян Хризостом
Ян Хризостом Янишевский (пол. Jan Chryzostom Janiszewski; 27 января 1818, Пудлишки — 11 октября 1891, Гнезно) — польский католический священник, епископ Познани в годы 1871—1891. Польский патриотический активист и политик.
Янишевский пытался помочь полякам в Великом княжестве Познанском, представляя их интересы как политик.
В июне 1848 году он стал одним из основателей польской делегации на Всеславянский съезд в Праге.
В ходе встречи, он являлся членом польского блока, который в свою очередь, являлся частью польско-русинского.
Наряду с несколькими другими национальными активистами он был избран в прусский ландтаг, где он стал одним из основателей Польской лиги.